# ARTE
Az ARTE (Association Relative à la Télévision Européenne rövidítése) egy európai kulturális televíziócsatorna, mely német-francia vegyes tulajdonban áll. A csatorna műsorainak több mint 60 százaléka saját gyártású, és nagyobbrészt európai alkotásokból áll. Az ARTE költségvetése évi 350 millió euró. Reklámok nem láthatók a programban.

## Története

Az Arte székháza Strasbourgban

A csatorna 1992. május 30-án indult.
2008. július 1-én kezdte meg 24 órás műsorát, és azóta is sugároz. HD-ban is fogható, Németországban 720p, míg Franciaországban az egyetlen tv-csatorna, mely 1080i felbontással is sugározza műsorait.

### Nemzetközi sugárzás
A csatorna Európa szerte elérhető előfizetéses műholdas és digitális szolgáltatás keretében az alábbi országokban: Franciaország, Németország, Belgium, Svájc, Luxemburg, Monaco, Magyarország, Ausztria, Libanon, Izrael, Hollandia, Portugália, Egyesült Királyság és számos más országban. 
Műsora fogható Európán kívül is, Észak-Afrikában és Nyugat-Ázsiában is.

## Jelenlegi műsorok
- Abenteuer Arte
- Arte Journal
- Arte Reportage
- Arte Themenabend
- Bagdad, le bac sous les bombes / Die Jungs von der Bagdad-High
- Breaking Bad
- Cirque du Soleil
- Cirque Éloize
- Die Nacht / La Nuit
- Durch die Nacht mit …
- Geo 360°
- Karambolage
- Kurzschluss
- Metropolis
- Le Dessous des cartes
- Tracks
- WunderWelten

## Külső hivatkozások
- Az ARTE honlapja